# Фифита, Талаи
Талаи Фифита (англ. Talai Fifita; 24 июля 1962 — 11 октября 2021) — тонганский регбист, игравший на позиции скрам-хава.

## Биография
Играл за новозеландский клуб «Ист-Тамаки» и за тонганский «Хифихо» (он же «Тонгатапу»).
За сборную Тонги дебютировал 18 июня 1983 года в матче против Фиджи в Суве. 12 июня 1986 года отметился попыткой в матче против Уэльса в Нукуалофа (поражение 7:15). В 1987 году принял участие в первом в истории чемпионате мира, сыграв все три матча группового этапа. В матче 29 мая 1987 года против Уэльса он занёс попытку за сборную Тонги, после которой успешную реализацию провёл Аламони Лиава’а (однако Тонга проиграла со счётом 16:29). 8 июня 1991 года сыграл последний матч за сборную Тонги против тех же Фиджи в Суве. Всего сыграл 11 матчей, набрав 16 очков за счёт 4 попыток.